# Кучеренко, Василий Иванович
Василий Иванович Кучеренко — советский хозяйственный, государственный и политический деятель, Герой Социалистического Труда.

## Биография
Родился в 1909 году в селе Сухоносовка. Член КПСС с 1942 года.
С 1930 года — на хозяйственной, общественной и политической работе. В 1930—1973 гг. — агроном Каменно-Степной опытной станции Таловского района Воронежской области, агроном Воробьевской машинно-тракторной станции, участник Великой Отечественной войны, командир топовзвода 1-го дивизиона, а затем огневого взвода 1-й батареи 916-го артиллерийского полка 348-й стрелковой дивизии 1-го Белорусского фронта, управляющий Калачеевской межрайонной конторой «Сортсемовощ», председатель колхоза имени Жданова, председатель колхоза имени Чапаева Калачеевского района Воронежской области.
Указом Президиума Верховного Совета СССР от 23 июня 1966 года присвоено звание Героя Социалистического Труда с вручением ордена Ленина и золотой медали «Серп и Молот».
Умер в Воронеже в 1973 году.